# LandSpace
LandSpace (chinois simplifié : 蓝箭航天 ; chinois traditionnel : 藍箭航天 ; pinyin : Lán jiàn hángtiān) est une société chinoise qui développe une famille de lanceurs. Elle a développé le lanceur de moyenne puissance Zhuque-2 (4 tonnes en orbite basse) qui est la première fusée utilisant le méthane ayant réussi à placer un satellite en orbite (juillet 2023). Elle développe le lanceur lourd Zhuque-3 partiellement réutilisable dont le premier vol est planifié en 2025.

## Historique
LandSpace fait partie de la dizaine de start-up chinoises, telles que iSpace et OneSpace, qui se sont lancées sur le marché du lancement commercial depuis le milieu de la décennie 2010. Cette société est créée en 2015  par l'Université Tsinghua. Son siège est  à Pékin et elle employait 170 personnes en octobre 2018.  
LandSpace  est la première société privée à avoir tenté de lancer un satellite en orbite en septembre 2018 avec son lanceur Zhuque-1 utilisant des étages à propergol solide fournis par le constructeur national CASC. Le vol est un échec. 
À la suite du premier vol de Zhuque-1 le fournisseur CASC décide d'interrompre la livraison des blocs à propergol solide qui jouent un rôle centre dans la fabrication de cette fusée car celle-ci concurrence son propre micro-lanceur Longue Marche 11. Pour remplacer Zhuque-1, LandSpace développe un deuxième lanceur beaucoup plus puissant Zhuque-2 qui repose entièrement sur des développements internes. 
Pour financer son développement la société parvient à lever 85 millions US$ en décembre 2019 puis 175 millions US$ en septembre 2020. Ce lanceur beaucoup plus ambitieux (6 tonnes en orbite basse) effectue un vol réussi en juillet 2023 devenant la première fusée opérationnelle tous pays confondus  à utiliser le méthane comme ergol. Fin 2023 Landspace prévoyait  une rapide montée en cadence de la fréquence des tirs de son lanceur avec 3 vols prévus en 2024, six en 2025 et 12 en 2026.  
En novembre 2023 la société officialise le développement d'un lanceur partiellement réutilisable, Zhuque-3, capable de placer plus de 21 tonnes en orbite et reprenant l'architecture du lanceur Falcon 9 de SpaceX avec des étages réalisés en acier inoxydable. Le premier vol de ce lanceur est programmé pour 2025.
Landspace développe également un moteur-fusée à ergols liquides de 200 tonnes de poussée utilisant un cycle à combustion étagée et brulant du méthane qui pourrait être opérationnel en 2028 et serait utilisé pour propulsé un lanceur géant réutilisable de 10 mètres de diamètre.  

## Lanceurs spatiaux

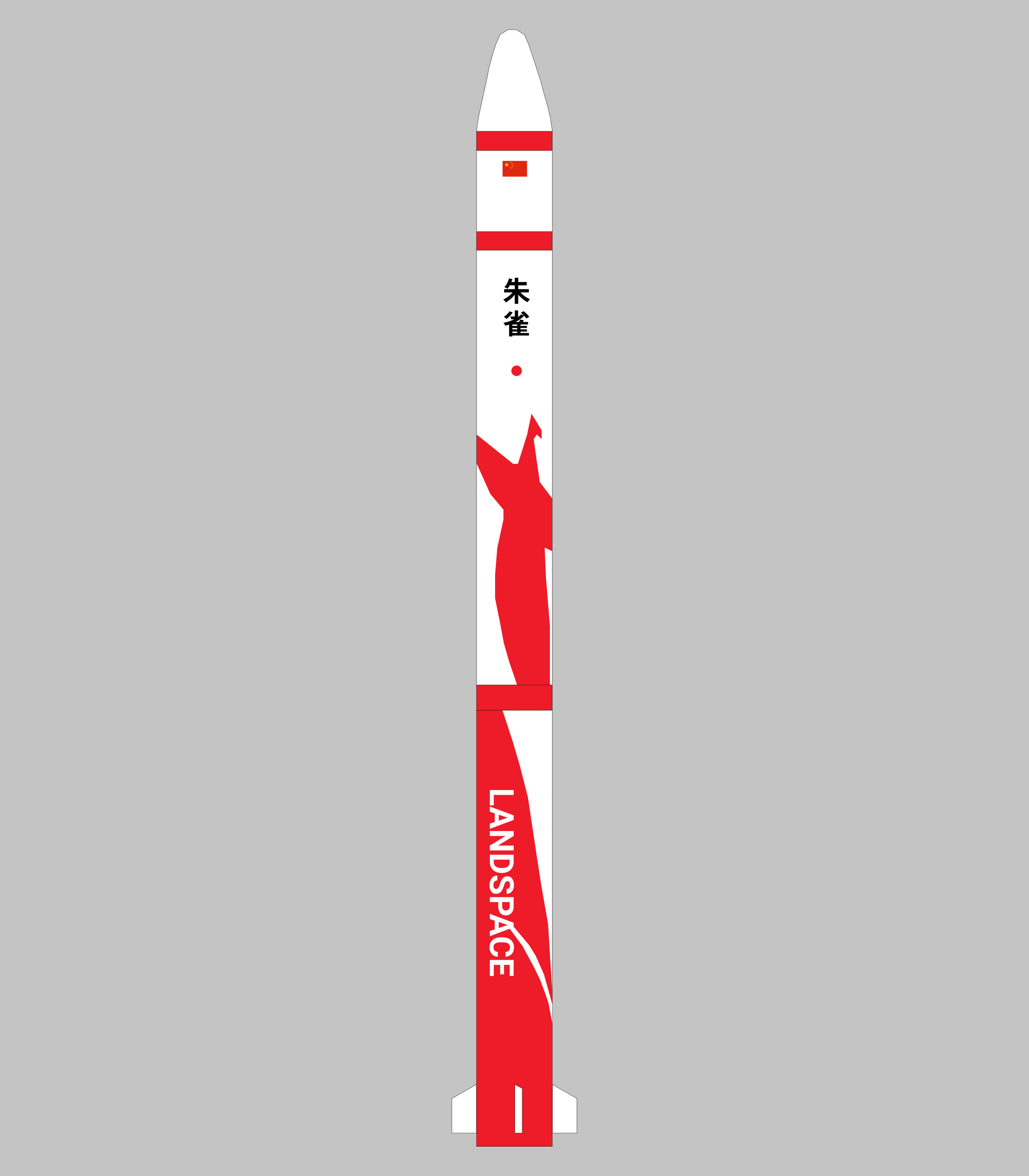
Schéma Zhuque-1.

### Zhuque-1
LandSpace développe un premier micro-lanceur Zhuque-1  reposant sur des composants fournis  par  CASC, constructeur des lanceurs Longue Marche Celui-ci a effectué un vol unique le 27 septembre 2018 qui a été un échec en raison de la défaillance du système de contrôle d'attitude du troisième étage. Ce lanceur de 27 tonnes comportant trois étages à propergol solide est capable de placer 300 kilogrammes sur une orbite terrestre basse. 

### Zhuque-2
D'une hauteur de 48,8 mètres pour un diamètre de 3,35 mètres,  Zhuque-2 est conçeu pour placer sur une orbite basse une charge utile de 4 tonnes et 2 tonnes sur une orbite héliosynchrone de 500 kilomètres. Il utilise deux catégories de moteurs-fusées à ergols liquides baptisés Tianque brulant un mélange de méthane et d'oxygène liquide et d'une poussée respective de 10 et 80 tonnes. La société a levé environ 40 millions € sur le marché financier pour développer ses nouveaux moteurs. Des premiers tests sur banc d'essais du moteur Tianque-12 de 80 tonnes de poussée ont lieu en janvier 2019. Le premier vol en décembre 2022 est un échec. Le deuxième vol du lanceur, qui a lieu le 12 juillet 2023, est succès, faisant de Zhuque-2 le premier lanceur propulsé par le mélange méthane liquide et oxygène liquide (méthalox) à atteindre l'orbite, devant les trois lanceurs américains utilisant ce même mélange et en cours de développement, Starship, Terran 1 et Vulcan, les deux premiers ayant échoué lors de leur première tentative, comme Zhuque-2.

### Zhuque-3
LandSpace prévoyait de faire évoluer son lanceur Zhuque 2 de manière à faire passer sa capacité progressivement à 32 tonnes en orbite basse. Mais en novembre 2023 la société abandonne ces projets d'évolution au profit d'un lanceur entièrement nouveau, baptisé Zhuque-3,  partiellement réutilisable et dont les caractéristiques sont proches de la fusée Falcon 9 de SpaceX. Zhuque-3, qui est haute de 76,6 mètres pour un diamètre de 4,5 mètres, peut placer en orbite basse 21 tonnes dans sa version non réutilisable, 18,3 t lorsque le premier étage est récupéré sur une barge et 12,5 t lorsque le premier étage est récupéré sur le pas de tir. Le premier vol est prévu en 2025,.